# Quercus dilacerata
Quercus dilacerata — вид рослин з родини букових (Fagaceae). Належить до комплексу Q. langbianensis; раніше таксон вважався його синонімом.

## Біоморфологічна характеристика
Це дерево 12–15 метрів. Гілочки золотисто запушені спочатку, стаючи без волосся. Листки 10–13 × 3–4 см, довгасто-ланцетні або зворотно-ланцетні; верхівка злегка загострена; обидва боки голі або майже так; верхня поверхня блискуча, а нижня тьмяна; край не хвилястий, зазубрений у верхівковій 1/3; ніжка листка 1–1.4 см завдовжки, безволоса. Жолуді дозрівають на другий рік, від 2 до 3 на квітконосі довжиною 1–3 см, коричневі, закриті на 2/3 чашечкою; чашечка 1.5–2 см у діаметрі, майже напівкругла, з 6–8 концентричними кільцями лусок, сильно вдавленими по краю; базальний рубець опуклий.

## Проживання, загрози
Ендемік В'єтнаму. Вид трапляється на висотах ≈ 1800 метрів. Населяє глибокий глинистий ґрунт, у вологому кліматі.
Оскільки вид має обмежене поширення, йому, ймовірно, загрожує руйнування середовища проживання.